# Wydział Językoznawstwa Uniwersytetu Kazimierza Wielkiego w Bydgoszczy
Wydział Językoznawstwa Uniwersytetu Kazimierza Wielkiego w Bydgoszczy – jeden z 9 wydziałów Uniwersytetu Kazimierza Wielkiego w Bydgoszczy.

## Historia
Wydział Językoznawstwa powstał 1 października 2019 roku w ramach Kolegium I.

## Kierunki kształcenia
Dostępne kierunki:
- filologia angielska (studia I i II stopnia)
- filologia polska (studia I i II stopnia)
- filologia rosyjska (studia I i II stopnia)
- germanistyka (studia I i II stopnia)
- lingwistyka stosowana angielsko-arabska (studia I i II stopnia)
- lingwistyka stosowana angielsko-niemiecka (studia I i II stopnia)
- lingwistyka stosowana angielsko-rosyjska (studia I i II stopnia)
- lingwistyka stosowana niemiecko-rosyjska (studia I stopnia)
- lingwistyka stosowana rosyjsko-chińska (studia I stopnia)

## Struktura organizacyjna
| Jednostka                                                             | Kierownik                            |
| --------------------------------------------------------------------- | ------------------------------------ |
| Centrum Nauczania Języka Polskiego dla Obcokrajowców                  | dr hab. Agnieszka Rypel, prof. UKW   |
| Katedra Badań nad Kontaktami Językowymi                               | prof. dr hab. Jolanta Mędelska-Guz   |
| Katedra Językoznawstwa Angielskiego                                   | prof. dr hab. Maciej Widawski        |
| Katedra Językoznawstwa Orientalistycznego                             | dr hab. Jerzy Łacina, prof. UKW      |
| Katedra Językoznawstwa Synchronicznego, Diachronicznego i Kulturowego | prof. dr hab. Magdalena Czachorowska |
| Katedra Komunikacji Językowej                                         | dr hab. Jacek Szczepaniak, prof. UKW |
| Katedra Przekładoznawstwa                                             | dr hab. Marek Marszałek, prof. UKW   |
| Katedra Stylistyki i Pragmatyki Językowej                             | prof. dr hab. Małgorzata Święcicka   |
| Zakład Dydaktyki                                                      | dr Michał Sobczak                    |

## Władze Wydziału
W kadencji 2020–2024:
| Stanowisko                 | Imię i nazwisko                      |
| -------------------------- | ------------------------------------ |
| Dziekan                    | prof. dr hab. Magdalena Czachorowska |
| Prodziekan ds. kształcenia | dr Michał Sobczak                    |